# Бурса-Доленга Станіслав Владислав
Станіслав Владислав Бу́рса-Доле́нга (пол. Stanisław Władysław Bursa-Dołęga; 22 серпня 1865, Обертин — 29 травня 1947, Краків) — польський композитор, диригент, музикознавець.

## Біографія
Народився 22 серпня 1865 року у селі Обертині (нині Івано-Франківський район Івано-Франківської області, Україна). З 1885 року навчався в консерваторії Музичного товариства в Кракові — фортепіано та гармонію вивчав у Вінцентія Ріхлінга, спів у Станіслава Мірецького, Яна Галля та Мечислава Горбовського. Потім, з 1888 року, вивчав гармонію у Францішека Сломковського та композицію у Мєчислава Солтиса та Станіслава Невядомського в консерваторії Галицького музичного товариства у Львові. Продовжив навчання вокалу у Дж. Паччіні в Мілані.
Після повернення до Львова став чиновником страхового товариства. Крім того, він займався диригуванням — з 1892 року керував хором «Сокіла» (в репертуарі хори Миколи Лисенка, Михайла Вербицького, Анатоля Вахнянина), а у 1894—1901 роках — чоловічим хором при Галицькому музичному товаристві. У 1900—1901 роках видавав польскомовний двотижневик «Wiadomości Artystyczne» («Мистецькі відомості»), в якому виступав за зміцнення польсько-українських музичних зв'язків, рецензував обробки українських народних пісень Яна Галля, концерти Львівського «Бояна», українських митців (Олесандра Мишуги та інших).
З 1902 року жив у Кракові, де працював учителем співу та музики в школі святого Якова. У 1906 році заснував у Кракові Школу сольного співу, яку потім багато років очолював. Також керував власним хором і диригував хорами Торговельної академії, Товариства купецької та торговельної молоді. 
У 1925-1828 роках працював у Сілезькій музичній консерваторії в Катовицях викладачем сольного співу та історії музики, а також диригентом хору студентів цього університету. Помер у Кракові  29 травня 1947 року.

## Творчість
Композиторський доробок включає  оркестрові, фортепіанні та вокально-інструментальні твори, а також  сольні та хорові пісні, зокрема:
- Люди мої, люди!, голос з органом;
- Не ходи до мене, голос з фортепіанним супроводом;
- Ой прийди! Чари гондольєра падають вночі, для цитри, а також для голосу з фортепіано та чоловічим хором a cappella;
- Боже благослови!, шахтарська пісня для чоловічого хору;
- Похоронний спів, для акапельного чоловічого хору;
- Тугова пісня, для голосу з супроводом фортепіано;
- Весняне чарівництво, для чоловічого квартету;
- Stand up пісні, для чоловічого хору;
- Жива Польща, для чоловічого квартету.

Пісні, опубліковані у збірках: «Жменька пісень», «Відлуння», «Академічний Пісенник».